# Liste der Bodendenkmale in Lieberose
Die Liste der Bodendenkmale in Halbe enthält alle Bodendenkmale der brandenburgischen Stadt Lieberose und ihrer Ortsteile. Grundlage ist die Veröffentlichung der Landesdenkmalliste mit dem Stand vom 31. Dezember 2020. Die Baudenkmale sind in der Liste der Baudenkmale in Lieberose aufgeführt.
|    | Gemarkung        | Flur          | Kurzansprache                                                                                      | Bodendenkmalnummer | Bemerkung | Bild |
| -- | ---------------- | ------------- | -------------------------------------------------------------------------------------------------- | ------------------ | --------- | ---- |
| 1  | Blasdorf (Lage)  | 1             | Dorfkern deutsches Mittelalter, Dorfkern Neuzeit                                                   | 10047              |           |      |
| 2  | Doberburg (Lage) | 2             | Siedlung Bronzezeit                                                                                | 10068              |           |      |
| 3  | Doberburg (Lage) | 1             | Rast- und Werkplatz Mesolithikum, Siedlung Bronzezeit, Siedlung Eisenzeit                          | 10069              |           |      |
| 4  | Doberburg (Lage) | 1             | Dorfkern deutsches Mittelalter, Dorfkern Neuzeit                                                   | 10070              |           |      |
| 5  | Doberburg (Lage) | 1             | Siedlung Urgeschichte                                                                              | 12004              |           |      |
| 6  | Doberburg (Lage) | 1             | Siedlung Bronzezeit                                                                                | 13334              |           |      |
| 7  | Goschen (Lage)   | 3             | Dorfkern Neuzeit, Dorfkern deutsches Mittelalter                                                   | 12039              |           |      |
| 8  | Lieberose (Lage) | 8, 10, 11, 13 | Altstadt deutsches Mittelalter, Vorstadt deutsches Mittelalter, Altstadt Neuzeit, Vorstadt Neuzeit | 12620              |           |      |
| 9  | Lieberose (Lage) | 9             | Schloss Neuzeit, Burg deutsches Mittelalter                                                        | 12668              |           |      |
| 10 | Lieberose (Lage) | 3             | Einzelfund Neolithikum, Burgwall Bronzezeit, Burgwall slawisches Mittelalter                       | 12683              |           |      |